# Isla Lummi
La isla Lummi  es una isla del archipiélago de las Islas San Juan, situadas en el estrecho de Georgia que pertenecen al Estado de Washington, Estados Unidos.
La isla posee un área de 23.97 km² y una población de 822 personas según el censo de 2000. El nombre autóctono de la isla es “Sa nam a o” (Montaña alta). 